# Varanus jobiensis
Varanus jobiensis är en ödleart som beskrevs av Ernst Ahl 1932.
Varanus jobiensis ingår i släktet Varanus och familjen Varanidae. IUCN kategoriserar arten globalt som livskraftig. Inga underarter finns listade i Catalogue of Life. Arten förekommer på Nya Guinea och på mindre öar i närheten som tillhör Indonesien. Honor lägger ägg.

## Bildgalleri

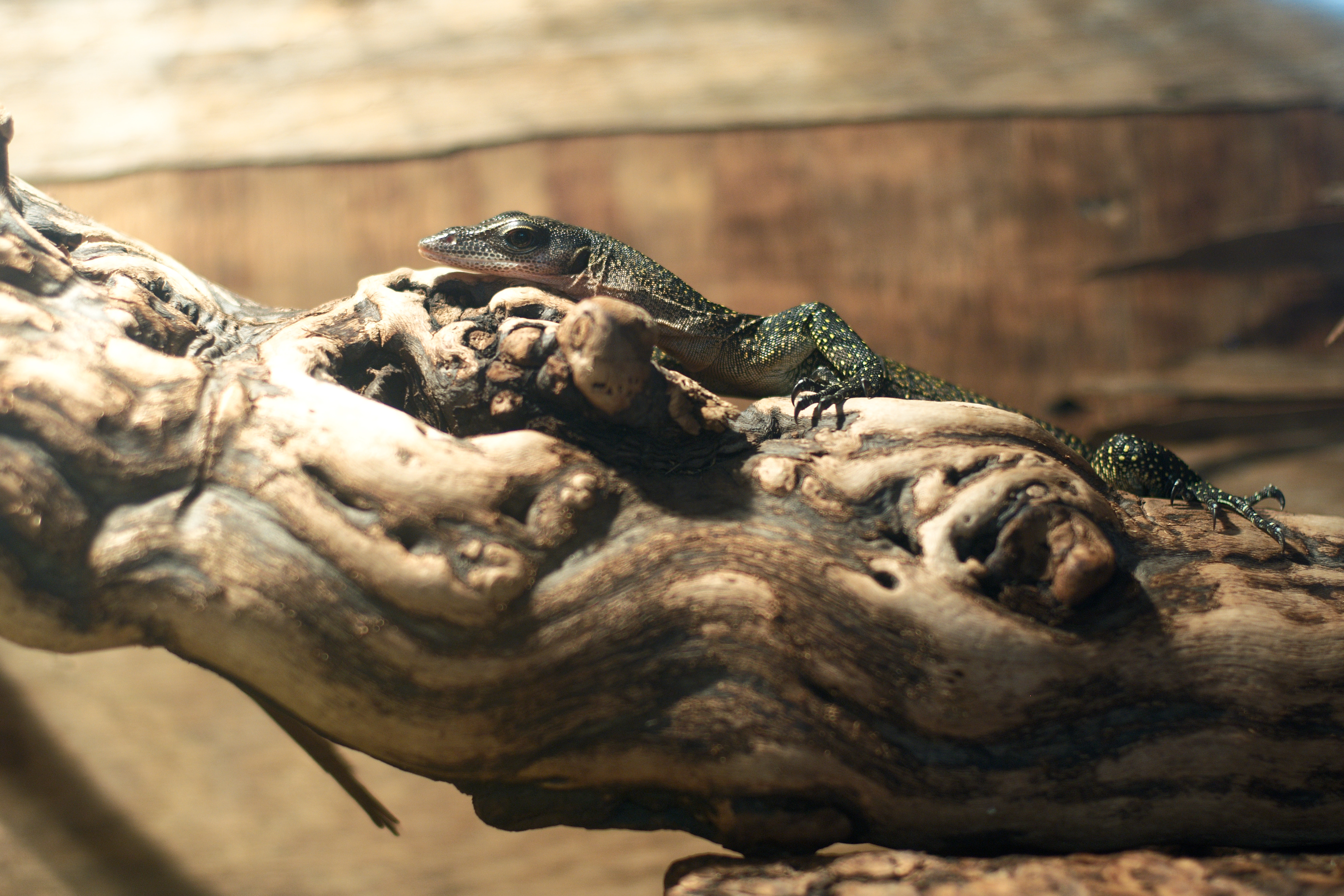